# Danh sách nhà văn Iran
Sau đây là danh sách các nhà văn Iran (theo thứ tự bảng chữ cái) được biết đến qua các tác phẩm của họ.
Đây là một danh sách chưa hoàn tất, và có thể sẽ không bao giờ thỏa mãn yêu cầu hoàn tất. Bạn có thể đóng góp bằng cách mở rộng nó bằng các thông tin đáng tin cậy.

## Văn học Ba Tư thế kỷ thứ 21
- Ali Abdolrezaei
- Ebrahim Nabavi
- Esmail Khoi
- Houshang Asadi
- Noureddin Zarrinkelk
- Rakan Daqar

## Văn học Ba Tư thế kỷ thứ 20
- Ali Abdolrezaei
- Ahmad Mahmoud
- Ali Mohammad Afghani
- Ali-Ashraf Darvishian
- Aziz Motazedi
- Bozorg Alavi
- Ebrahim Golestan
- Ghazaleh Alizadeh
- Gholam Hossein Saedi
- Houshang Golshiri
- Hossein Rajabian
- Jaafar Modarres-Sadeghi
- Jalal Al-e-Ahmad
- Jamal Mirsadeghi
- Javad Mojabi
- Manouchehr Atashi
- Mahmoud DowlatAbadi
- Mahshid Amirshahi
- Mina Assadi
- Mohammad Ali Jamalzadeh
- Mohammad Mokhtari
- Parinoush Saniee
- Ghadam-Ali Sarami
- Reza Baraheni
- Reza Shirmarz
- Sadegh Choubak
- Sadegh Hedayat
- Majid Naini
- Shahriyar Mandanipour
- Shahrnush Parsipur
- Simin Daneshvar
- Zoya Pirzad
- Reza Khoshnazar

## Các nhà văn ngoài Iran
- Ali Abdolrezaei
- Abbas Marufi
- Abbas Milani
- Alexios Schandermani
- Alireza Jafarzadeh
- Amir H. Ladan
- Annahid Dashtgard
- Azar Nafisi
- Aziz Motazedi
- Daryoush Ashouri
- Elham Yaghoubian
- Hamid Dabashi
- Khosro Naghed
- Mahbod Seraji
- Mahshid Amirshahi
- Mehri Yalfani
- Niloufar Talebi
- Melody Moezzi
- Reza Ghassemi
- Reza Shirmarz
- Roja Chamankar
- Roya Hakakian
- Sahar Delijani
- Shahrnush Parsipur
- Shokoofeh Azar
- Shusha Guppy
- Sholeh Wolpé

## Các nhà văn đương đại
- Ali Abdolrezaei
- Hossein Sanapour
- Hamid Rashidi
- Mohammad Hanif
- Sadegh Karamyar
- Ahmad Akbarpour
- Arash Hejazi
- Colet Abedi
- Mostafa Mastoor
- Peyman Hooshmandzadeh
- Reza Amirkhani
- Sahar Delijani
- Sepideh Shamlou
- Yousef Alikhani
- Nazi Safavi